# Adelpherupa aethiopicalis
Adelpherupa aethiopicalis is een vlinder uit de familie grasmotten (Crambidae). De wetenschappelijke naam van deze soort is voor het eerst geldig gepubliceerd in 2002 door Maes.
De soort komt voor in tropisch Afrika.